# Seattle Sounders (NASL)
Los Seattle Sounders fueron un equipo de fútbol estadounidense profesional basado en Seattle, Washington. Se fundó en 1974, el equipo perteneció a la North American Soccer League donde jugó tanto Fútbol indoor como Fútbol de Campo. El equipo desapareció luego de la temporada 1983 de la NASL; años más tarde, en 1994, apareció una secuela en la USL, el Seattle Sounders.

## Estadio

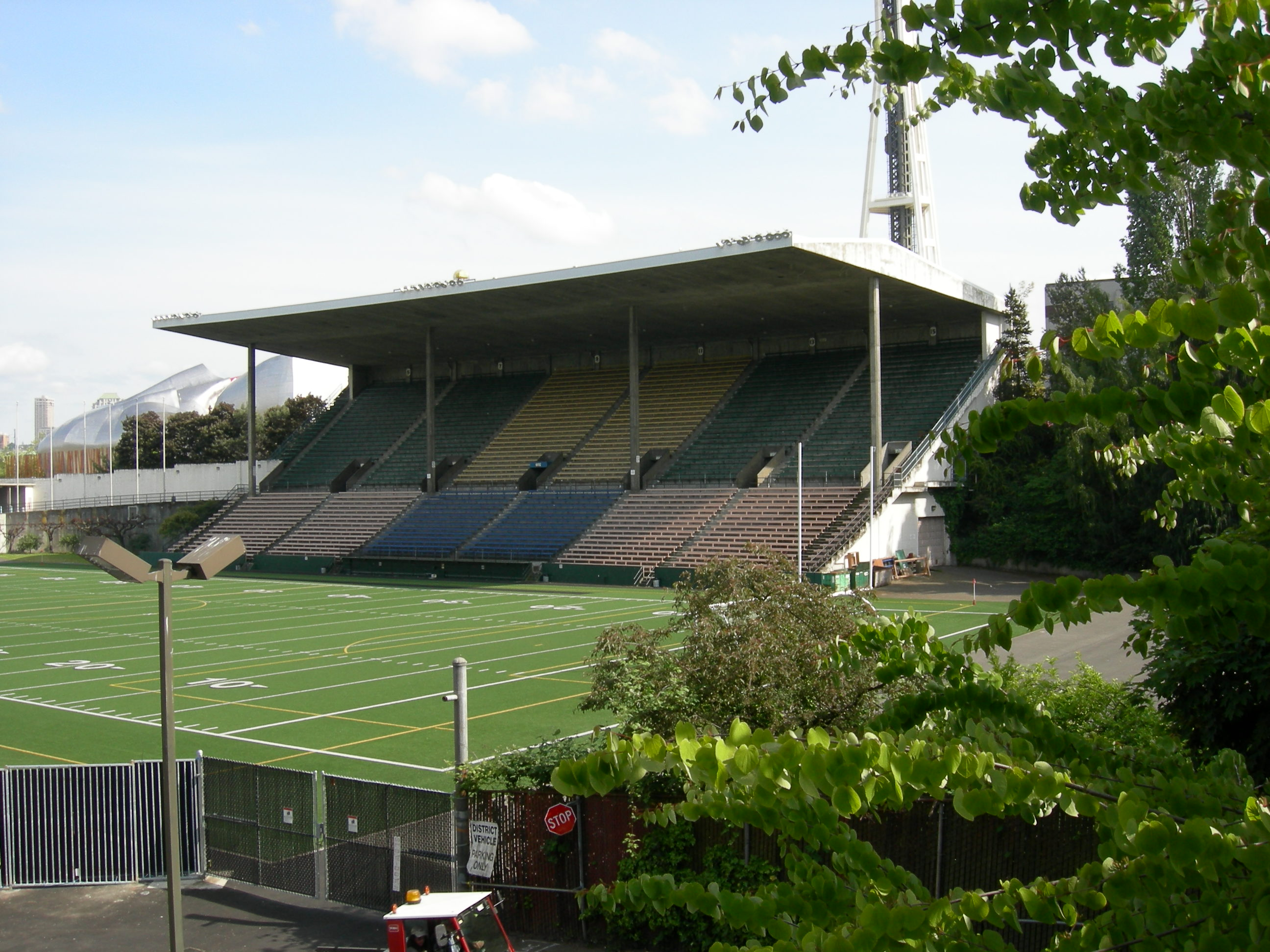
Memorial Stadium

Los Sounders jugaron sus dos primeras temporadas en el Memorial Stadium para luego trasladarse al Kingdome. El 25 de abril de 1976, 58.218 espectadores observaron el partido entre los Seattle Sounders y los New York Cosmos en el primer acontecimiento deportivo sostenido en el Kingdome.
A partir de 1979 hasta 1982, el equipo también participó en tres temporadas de Fútbol indoor NASL, disputando sus juegos de local en el KeyArena at Seattle Center.

## Jugadores destacados
- Jack Brand
- Boris Bandov
- Tony Chursky
- Leroy DeLeon
- Al Trost
- Jim McAlister
- Bobby Moore
- Mark Peterson
- Mike Stojanović
- Ian Bridge

## Entrenadores
- John Best (1974-1976)
- Jimmy Gabriel (1977-1979)
- Alan Hinton (1980-1982)
- Everett Emery (1983)

## Palmarés

### Torneos nacionales
- Conferencia Pacífico de la NASL: 1977
- División Oeste (2): 1980, 1982

### Torneos Extraoficiales
- Trans-Atlantic Cup (1): 1981.[2]
- Europac Cup (1): 1982.[3]